# ピトケアン諸島の歴史
この項では、ピトケアン諸島の歴史を述べる。

## バウンティ号以前
ピトケアン島には15世紀頃までポリネシア人が住んでいたことが考古学的に明らかになっている。その後1606年にスペイン人ペドロ・フェルナンデス・デ・キロスによって発見されるまでは無人島であった。
1767年にマゼラン海峡を突破した2隻のイギリス軍艦が互いを見失い、片方のサミュエル・ウォリス艦長のドルフィン号がタヒチ島に行き当たり、南方の航路を辿っていた、一方の軍艦スワロー号のフィリップ・カートレット艦長がこの島影を見かけ、最初の発見者であるスワロー号の乗組員（士官候補生）ロバート・ピトケアン（アメリカ独立戦争で戦ったイギリス海兵隊ジョン・ピトケアン少佐の息子）の名前に因んでピトケアン島と命名された。ただし地政学的にみてもあまり重要な位置ではなく、拠点となるオーストラリア、ニュージーランドなどからも遠かったので、入植は試みられなかったようである。

## バウンティ号の反乱
18世紀の終わり頃、イギリスは西インド諸島において砂糖栽培のプランテーションを経営していた。プランテーションというのは商品作物の栽培のみに特化していて、食料となる作物は他からの輸入に頼る場合が多いが、西インド諸島の場合も同じで、その食料は北アメリカのイギリス植民地からの輸入に頼っていた。1775年にアメリカ独立戦争が始まると、西インド諸島植民地の生命線とも言える食糧補給路が絶たれてしまったため、困ったイギリスは、ジェームズ・クックが南太平洋のタヒチで見たというパンノキをタヒチから持ってきて西インドの植民地に植えようと考えた。気候が似ているから環境に適応できると考えたのであろう。
かくして、この重要なパンノキ捕獲作戦の任を与えられたのが、ウィリアム・ブライ艦長率いる英国海軍の軍艦バウンティ号であった。バウンティ号はイギリスを出航した後、地球を半周して1789年にタヒチに辿り着いた。当時としてはかなりの大航海だったようである。タヒチでパンノキを採取した後、バウンティ号は速やかに西インドへ向かうが、その帰り道で事件が起こる。
何故バウンティ号の反乱が起こったかはよく判っていない。乗員の飲み水よりもパンノキに与える水を優先した、水兵に対して高圧的すぎた、など、映画や小説などではとかく船長が悪者にされがちであるが、脚色と見るべきであろう。実際、船長は軍事裁判にかけられたが特にお咎めを受けていない。
反乱が成功した後に反乱水兵達はタヒチに戻っていることから、タヒチの居心地が非常に良かったのかもしれない。原因については現在では推測することしかできない。ともかく事実としては、帰路に水兵による反乱が起こり、そして成功したということである。敗れた艦長は命を取られることは無かったが、反乱で艦長に味方した乗組員十数名と共に小さなボートに乗せられ、太平洋のど真ん中で放り出されてしまった。ここまでが有名なバウンティ号の反乱である。

## バウンティ号その後
バウンティ号のクルーはその後3つのグループに分かれた。このうちタヒチに戻った水兵たちはさらにピトケアン島に流れ着いた者とタヒチに居着いた者に分かれた。もう一つは反乱に敗れて船を追い出された艦長達である。
まず、タヒチに戻った後、さらに太平洋の東を目指してバウンティ号の進路を向けたグループがあった。このグループはフレッチャー・クリスチャンをはじめとする9名と伝えられている。その他にもタヒチの現地住民男女合わせて16名、その他食料となりそうな植物などをバウンティ号に乗せて東へ進路を取った。彼らがピトケアン島に流れ着いたのは1790年であったとされる。そこでバウンティ号を処分して、自給自足の生活を始めた。彼らこそが現在のピトケアン島の住民の祖先である。彼らがこうした行動を取ったのは、イギリスに逮捕されて処刑されるのを防ぐためである。実際、次のグループの中には処刑された者もいたので、この目的は達成されたといえよう。
次に、クリスチャンのグループに加わらずタヒチに残留したグループである。彼らはタヒチの統一運動に加わり、タヒチ統一に貢献している。しかしその後、1791年にイギリス海軍がタヒチにやってきて彼らを捕縛、イギリス本国に送還し、うち3名が処刑になっている。
最後に、太平洋のど真ん中で放り出されてしまったバウンティ号の艦長ら十数名であるが、1ヶ月半以上太平洋を漂流した挙句、奇跡的にオランダ領東インド（現在のインドネシア）に流れ着くことができた。その後、彼らは母国イギリスに無事帰還している。

## ピトケアン島その後
1808年、アメリカの捕鯨船がたまたまピトケアン島の近海を通った。彼らはピトケアン島に上陸し、そこで男性1名、後は女性が10名、子供が二十数名の集団と出会った。男性の名前はジョン・アダムスと言い、この島には彼以外に成人した男性は住んでいなかった。さらに1814年に島に辿り着いたイギリス船によって、この島がバウンティ号の反乱に加わった水兵達が落ち延びてきた島であることが判明した。そこでアダムスに対する尋問が始まったが、判明したことは、この島に辿り着いた水兵とタヒチから連れてきた男性達が互いに殺し合い、アダムスただ一人が生き残ったということであった。この事件はバウンティ号の反乱の後日談として、本国イギリスでは非常にセンセーショナルに伝えられた。アダムスは後に反乱に対する恩赦を与えられ、ピトケアン島で亡くなった。彼の名前は町の名前「アダムスタウン」として残っている。
ピトケアン島は1829年にイギリスの領土であると宣言され、正式にイギリスの植民地となっている。
1831年に島民はイギリスにより、タヒチに移住させられたが、その後再びピトケアン島に戻った。しかし、その後、島民はジョシュア・ヒルという成り上がりのよそ者の圧政に苦しめられることになる。この男はマウイ島に移住しようとした時、マウイ島の知事に移住を断られ、その後、タヒチ島に渡り、ピトケアン島の存在を知り島に渡り、イギリス政府によって派遣された要人だと嘘をつき、支配者気取りでピトケアン島を独裁統治しようとしていた。ヒルの専制政治にあえて異を唱えていた島の移住者の3人のイギリス人ジョン・フン・バフェット、ジョン・ノブス、ジョン・エヴァンスに対して鞭打ちの刑を科したりした。さらに島民に対してもヒルのやり方に逆らう者は鞭打ちにしたりしていた。島民が、通りすがりのイギリス船の船長に、自分達をヒルから解放してほしいと訴えた1837年までの6年間、ヒルはピトケアン島に居続けた。その時以来、島民は自分達がイギリスの正式な構成員であるということを自覚したのである。
ピトケアン島は絶海の孤島ということで交通の便も良くなく、生活の上で色々不便であったため、その後ピトケアン島の住民たちはタヒチや西クリスマス島などへ移住を試みたが、環境に適応できないなどの理由によって、結局その多くがピトケアン島に住みつづけることになった。しかし現在ではノーフォーク島・ニュージーランドに移住する者が多くなって、人口は減少傾向にある。